# Relaciones Australia-Cuba
Las relaciones Australia-Cuba son las relaciones diplomáticas entre Australia y Cuba.

## Historia
Los dos países establecieron oficialmente relaciones diplomáticas en 1989. Cuba abrió una embajada en Canberra en octubre de 2008 y las relaciones han cobrado un impulso renovado en los últimos años. Australia y Cuba han trabajado juntas anteriormente para apoyar la integración de médicos formados en Cuba en los sistemas de salud de la isla del Pacífico.
Estados Unidos mantiene un embargo comercial contra Cuba. Mientras que Australia no tiene legislación o instrumento comercial económico que restrinja el comercio o la inversión hacia o desde Cuba.
Desde 1996, Australia ha votado a favor de la resolución anual de la Asamblea General de la ONU de Cuba que pide el fin del embargo comercial estadounidense contra Cuba.

## Comercio
En 2017-2018 , el gobierno australiano proporcionó casi 40.000 dólares en ayuda a través del Programa de Asistencia Directa (DAP) de la Embajada después del huracán Irma y también proporcionó 19.127 dólares para un proyecto de tratamiento de agua y saneamiento en la comunidad de La Fe.
En 2018, el Consejo para las Relaciones entre Australia y América Latina (COALAR) otorgó subvenciones para conectar y colaborar con personas e instituciones en Cuba.
El Gobierno australiano apoya a los inversores australianos en Cuba brindándoles asesoramiento y asesoramiento en materia de políticas, economía y reglamentación a través de la Embajada de Australia en la Ciudad de México.
Existen oportunidades de exportación e inversión para las empresas australianas, particularmente en energía y recursos, productos farmacéuticos y agricultura. Existe un creciente interés entre las empresas australianas por el mercado cubano. Varias empresas han identificado oportunidades en áreas de especialización australiana que se alinean con las prioridades cubanas. Estos incluyen agricultura, minería y energía, biotecnología, infraestructura y turismo.
El establecimiento del Consejo Empresarial Australia-Cuba en 2015 y la visita de la delegación empresarial en febrero de 2016 , encabezada por el enviado especial Andrew Robb, atestiguan las nuevas oportunidades y el perfil que Cuba representa para las empresas en Australia.
En 2017-2018, Cuba envió tres delegaciones empresariales a Australia para explorar potenciales áreas de cooperación. Como resultado, Australia acordó probar una vacuna contra la garrapata del ganado producida por la empresa estatal cubana BioCubaFarma.

## Misiones diplomáticas residentes
- Australia esta acreditada a Cuba a través de su embajada en Ciudad de México, México.
- Cuba tiene una embajada en Canberra, y un consulado en Sydney.